# Brancellao
Brancellao o Brancello es una variedad de vid para hacer vino, de bayas tintas, autóctona de España, en concreto de Galicia. También se la conoce como Albarello. Es una planta resistente a las enfermedades y de buena calidad, pero su productividad es muy baja, por lo que se trata de una vid escasa que puede desaparecer. Los racimos son de tamaño grande y poco compactos. Las bayas son de tamaño mediano, forma elíptica y color rojo-violáceo. Se usa junto con otras variedades para mezclas, pero también pueden hacerse vinos varietales. Según la Orden APA/1819/2007, de 13 de junio (BOE del día 21), brancellao o brancello es una variedad de vid destinada a la producción de vino recomendada en Galicia. Se cultiva en la Denominación de Origen Rías Baixas, Ribeira Sacra y Denominación de Origen Valdeorras. La Denominación de Origen RIBEIRO también utiliza esta variedad, con excelentes tintos que incluyen esta variedad. También se cultiva en Portugal.